# Тагт-е Магалль
Тагт-е Магалль (перс. تحتمحل) — село в Ірані, у дегестані Поль-е Доаб, у бахші Заліян, шагрестані Шазанд остану Марказі. За даними перепису 2006 року, його населення становило 801 особу, що проживали у складі 213 сімей.

## Клімат
Середня річна температура становить 12,21°C, середня максимальна – 30,58°C, а середня мінімальна – -8,26°C. Середня річна кількість опадів – 290 мм.
| Клімат поселення                              | Клімат поселення | Клімат поселення | Клімат поселення | Клімат поселення | Клімат поселення | Клімат поселення | Клімат поселення | Клімат поселення | Клімат поселення | Клімат поселення | Клімат поселення | Клімат поселення | Клімат поселення |
| Показник                                      | Січ.             | Лют.             | Бер.             | Квіт.            | Трав.            | Черв.            | Лип.             | Серп.            | Вер.             | Жовт.            | Лист.            | Груд.            |                  |
| Середній максимум, °C                         | 7,76             | 9,54             | 13,23            | 18,60            | 23,58            | 28,59            | 30,58            | 30,42            | 25,84            | 20,12            | 13,92            | 8,37             |                  |
| Середня температура, °C                       | −0,24            | 1,51             | 5,22             | 10,58            | 15,58            | 20,60            | 24,59            | 24,42            | 19,84            | 14,12            | 7,94             | 2,37             |                  |
| Середній мінімум, °C                          | −8,26            | −6,5             | −2,8             | 2,59             | 7,57             | 12,59            | 18,58            | 18,44            | 13,84            | 8,13             | 1,94             | −3,62            |                  |
| Норма опадів, мм                              | 44               | 39               | 52               | 37               | 31               | 6                | 1                | 1                | 0                | 8                | 28               | 43               |                  |
| Середньомісячна швидкість вітру, м/с          | 2.11             | 2.61             | 3.20             | 3.31             | 2.97             | 2.51             | 2.52             | 2.63             | 2.38             | 2.20             | 1.70             | 2.01             |                  |
| Середньомісячна сонячна радіація, кДж/м²·день | 9087             | 12420            | 14889            | 18252            | 22248            | 26914            | 25806            | 24053            | 21264            | 15728            | 10892            | 8852             |                  |
| --------------------------------------------- | ---------------- | ---------------- | ---------------- | ---------------- | ---------------- | ---------------- | ---------------- | ---------------- | ---------------- | ---------------- | ---------------- | ---------------- | ---------------- |
| Джерело:                                      |                  |                  |                  |                  |                  |                  |                  |                  |                  |                  |                  |                  |                  |